# John Eure
Sir John Eure (auch John d’Eure) († nach 16. März 1322) war ein englischer Ritter und Rebell.

## Dienst als Militär und Diplomat
John Eure war ein Ritter mit Besitzungen in Northumberland und Yorkshire. Als bedeutender Landbesitzer übernahm er verschiedene lokale Ämter und diente von 1310 bis 1311 als Sheriff von Yorkshire. 1314 nahm er am Feldzug von König Eduard II. nach Schottland teil. Dabei geriet er in der Schlacht von Bannockburn in schottische Gefangenschaft, doch nach Zahlung eines Lösegelds wurde er wenig später wieder freigelassen. Spätestens 1315 trat Eure in den Dienst von Aymer de Valence, 2. Earl of Pembroke. Ende 1315 gehörte er im Auftrag von Pembroke der englischen Delegation nach Schottland an, die dort um Waffenstillstandsverhandlungen bat.

## Verwicklung in die Entführung des Bischofs von Durham
Am 15. November 1316 ernannte Pembroke Eure zum Constable von Mitford Castle. Als Constable wurde Eure in die Affäre um die Entführung von Bischof Louis de Beaumont von Durham verwickelt. Am 25. April 1317 schloss Eure mit John de Sapy, dem Verwalter der Temporalien der vakanten Diözese Durham eine Vereinbarung. Nach dieser würde Sapy 100 Mark erhalten, falls der neue Bischof vor dem 29. September 1317 die Verwaltung der Temporalien übernehmen würde. Damit war klar, dass Eure die Bischofsweihe verzögern wollte, da an diesem Stichtag, zu Michaelis die Pachtzahlungen fällig waren. Diese würden an Sapy fallen, falls der neue Bischof erst nach Michaelis die Verwaltung der Temporalien übernehmen würde. Als Beaumont, der neuernannte Bischof, zu seiner Weihe nach Durham reiste, wurde er am 1. September 1317 von Gilbert Middleton entführt und nach Mitford Castle gebracht. Die Entführung war ein großer Skandal, obwohl Beaumont nach wenigen Tagen freikam. Im Dezember wurde Mitford Castle im Auftrag des Königs erobert. Middleton wurde als Verräter verurteilt und hingerichtet. Im Oktober war auch Eures Verhaftung befohlen worden. Eure konnte sich aber der Verhaftung entziehen, indem er am 29. Dezember lebenslang in den Dienst des mächtigen Earl of Lancaster trat. Obwohl Eure zumindest mit Middleton sympathisiert und diesem Mitford Castle überlassen hatte, entging er dank Lancasters Unterstützung einer weiteren Untersuchung seiner Beteiligung an der Entführung. Vermutlich hatte Eure sogar im Auftrag Lancasters den Angriff auf den Bischof von Durham vorbereitet. Die Verwicklung von Eure in die Affäre belastete schließlich auch die Stellung seines früheren Dienstherrn, des Earl of Pembroke am Königshof.

## Unterstützung der Rebellion des Earl of Lancaster und Tod
In der Abmachung, die Eure mit Lancaster geschlossen hatte, verpflichtete er sich, Lancaster im Kriegsfall mit dreizehn Soldaten zu dienen, wofür Lancaster ihm jährlich 40 Mark zahlte. Als sich während des Despenser War 1321 Lancaster mit den rebellischen Marcher Lords verbündete, nahm Eure im Juni an dem Treffen in Sherburn teil, bei dem Lancaster versuchte, die nordenglischen Barone zur Unterstützung der Rebellen zu bewegen. Eure unterstützte in der Folge die Rebellion von Lancaster gegen den König. Er gehörte zu Lancasters Heer, das am 16. März 1322 in der Schlacht bei Boroughbridge entscheidend geschlagen wurde. Eure wurde offenbar nach der Schlacht von Anhängern des Königs auf der Flucht gestellt und getötet.

## Ehe und Nachkommen
Eure war mit Agnes verheiratet, deren Herkunft unbekannt ist. Mit ihr hatte er mindestens zwei Söhne:
- John Eure
- Thomas Eure

Während der Rebellion war Eure vom König zum Verräter erklärt worden, weshalb seine Besitzungen beschlagnahmt wurden. Seine Witwe versuchte, einen Teil der Besitzungen zurückzuerlangen, die sie mit Hilfe ihrer Mitgift zusammen mit Eure erworben hatte. 
Sie heiratete dann in zweiter Ehe Roger de Burton.